# Nikolai Alexandrowitsch Cholodkowski

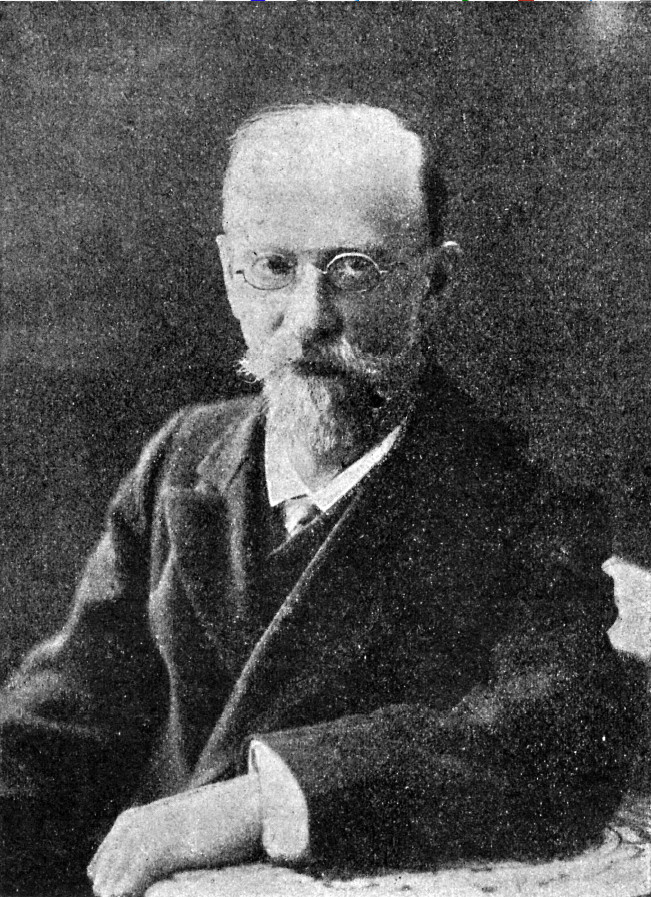
Nikolai Alexandrowitsch Cholodkowski

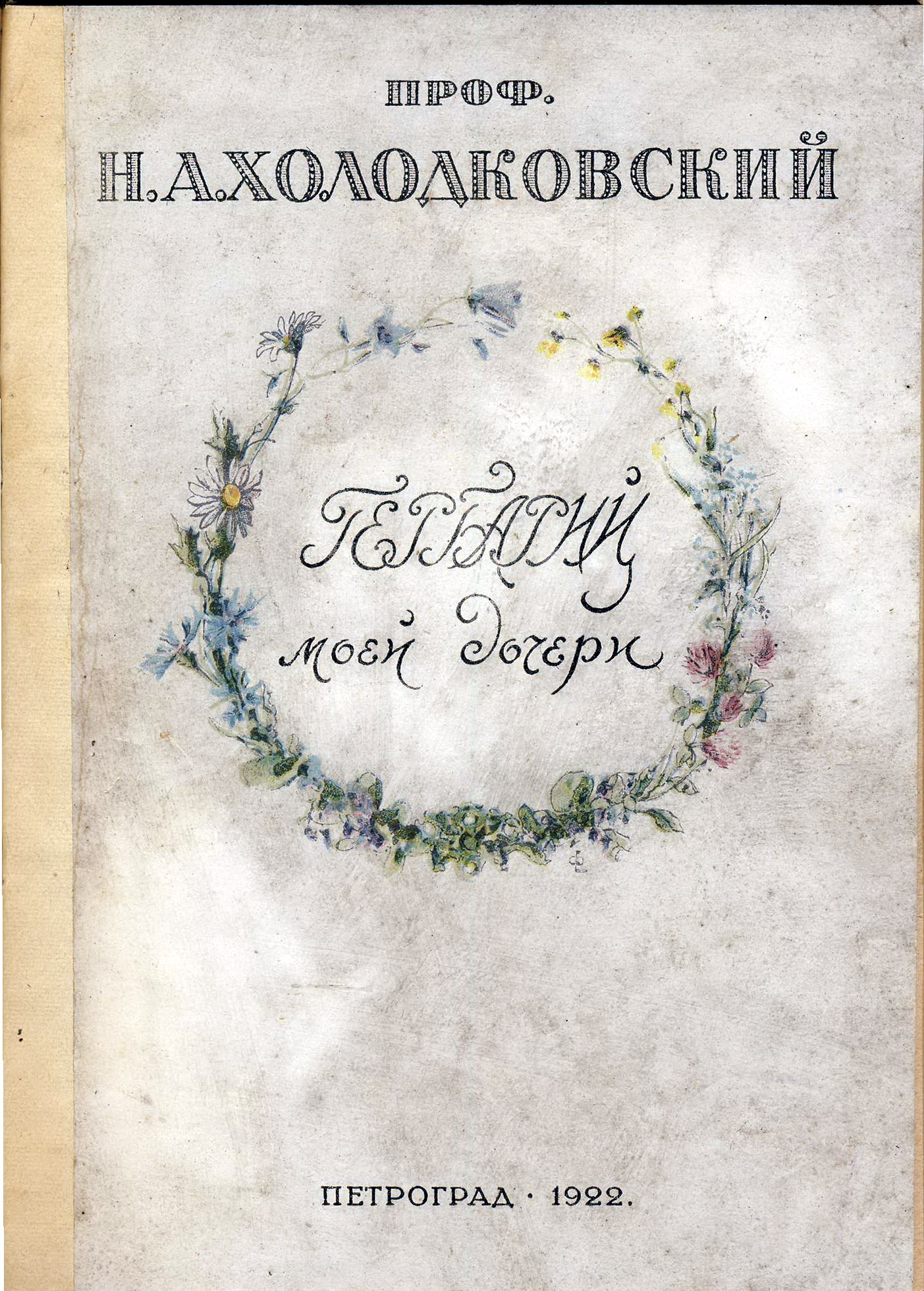
Titelseite der Sammlung Herbarium meiner Tochter von Cholodkowski (1922)

Nikolai Alexandrowitsch Cholodkowski (russisch Николай Александрович Холодковский, wiss. Transliteration Nikolaj Aleksandrovič Cholodkovskij; geboren am 19. Februar (3. März) 1858 in Irkutsk; gestorben am 2. April 1921 in Sankt Petersburg) war ein russischer Zoologe, Dichter und ist auch als Übersetzer bekannt geworden.

## Biografie
Nikolai Alexandrowitsch Cholodkowski wurde 1858 in Irkutsk geboren. Er war korrespondierendes Mitglied der St. Petersburger Akademie der Wissenschaften. Er lehrte als Professor an der Militärmedizinischen Akademie in St. Petersburg. Er übersetzte deutsche Klassiker (darunter Goethes Faust und Schiller) und englische Dichter. Er ist Verfasser einer kurzen Baer-Biographie (1893, 2. A. 1923) und einer von Goethe (1891), die beide in der Reihe  Aus dem Leben bemerkenswerter Menschen (Žizn' zamečatel'nych ljudej) erschienen.

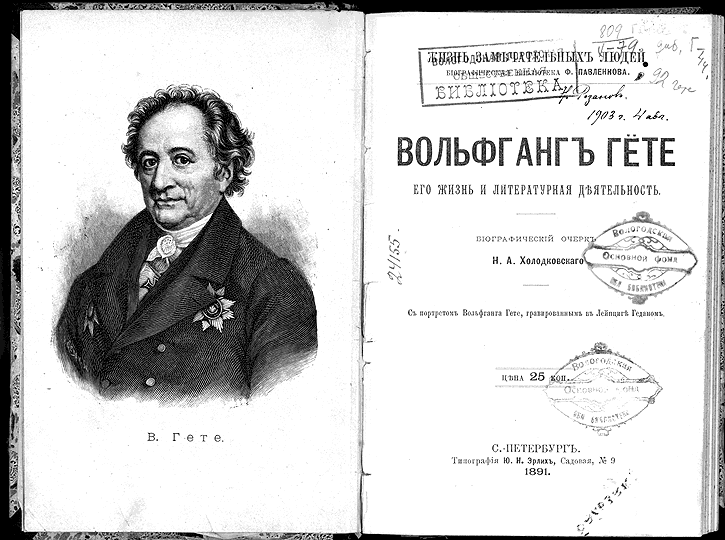
Titelblatt von Cholodkowskis Wolfgang Goethe-Biografie (ŽZL)

 Er ist Autor populärwissenschaftlicher Werke über die Evolutionstheorie und allgemeine Fragen der Biologie, die die weite Verbreitung des Darwinismus in Russland förderten.
Im Jahr 1947 stiftete die Akademie der Wissenschaften der UdSSR einen Preis, der nach ihm benannt wurde, den N. A. Cholodkowski-Preis für Entomologie.
Als wichtigste literarische Leistung von Cholodkowski gilt die Übersetzung des Faust von Goethe, für die er 1917 von der Russischen Akademie der Wissenschaften mit dem Puschkin-Preis ausgezeichnet wurde. Außerdem übersetzte er das Gedicht von Erasmus Darwin The Temple of Nature und eine Reihe von Werken von Lord  Byron, Schiller, Shakespeare, Milton, Longfellow und anderen. Eine kleine Anzahl von Originalgedichten von Cholodkowski wurde posthum von I. P. Borodin und A. P. Semjonow-Tjan-Schanski in der Sammlung Gerbari mojej dotscheri ("Herbarium meiner Tochter"; Pg. 1922) veröffentlicht.

## Publikationen
- «Иоганн Вольфганг Гёте», серия «ЖЗЛ»
- «Карл Бэр», серия «ЖЗЛ»
- «Атлас бабочек Европы и отчасти русско-азиатских владений». — СПб., 1897 (совместно с Э. Гофманом) DjVu 50,2 MB
- Атлас человеческих глист, в. 1—3. — СПб., 1898–1899;
- Птицы Европы. — СПб., 1901 (совместно с А. А. Силантьевым);
- Учебник зоологии, 7 изд. — Л.—М., 1933;
- Биологические очерки. Сб. избр. статей. — М.—Пг., 1923;
- Курс энтомологии теоретической и прикладной, 4 изд., т. 1—3. — М.—Л., 1927–1931;
- Гербарий моей дочери [стихи]. — Пг., 1922. 75 с.
  - Гербарий моей дочери / Сост., комм., послесл. П. Квартальнова. — М.: Летний сад, 2017.- 312 с.: ил. ISBN 978-5-98856-300-6.